# 20898 Fountainhills
A 20898 Fountainhills (ideiglenes jelöléssel 2000 WE147) egy kisbolygó a Naprendszerben. Charles W. Juels fedezte fel 2000. november 30-án.